# Conflicto diplomático entre Estados Unidos y México de 1985
El conflicto diplomático entre Estados Unidos y México de 1985 se refiere a un aumento de la tensión diplomática entre ambos países durante ese año a raíz de la muerte del agente de la DEA Enrique Camarena Salazar y posteriormente la Operación Leyenda realizada por Estados Unidos.

## Antecedentes
Durante los años 1980 surgió el cártel de Guadalajara, el cual pronto se volvió uno de los más poderosos de México gracias a su relación con los cárteles colombianos por un acuerdo con el narcotraficante Juan Matta-Ballesteros. En 1981 la DEA trasfirió a Enrique Camarena Salazar a la ciudad de Guadalajara para realizar una investigación encubierta del cártel.
En mayo de 1984, el periodista Manuel Buendía, que constantemente denunciaba al narcotráfico en México y la corrupción del gobierno, fue asesinado en el centro de la Ciudad de México. La investigación descubriría a varios narcotraficantes con credenciales de la Dirección Federal de Seguridad (DFS), firmadas por el candidato priista a diputado federal José Antonio Zorrilla Pérez, por lo que tuvo que renunciar a la contienda para posteriormente ser acusado y sentenciado como el autor intelectual del asesinato de Buendía.
Ese mismo año, el presidente Miguel de la Madrid inició una política contra el narcotráfico en México con el apoyo de la Agencia Antidrogas de Estados Unidos, la primera acción de este plan conjunto fue el ataque al rancho "El Búfalo", propiedad del cofundador del cártel de Guadalajara, Rafael Caro Quintero, en noviembre de ese año. El rancho estaba ubicado en el estado de Chihuahua entre los municipios de Jiménez y Camargo. El asalto fue realizado por 450 soldados del Ejército Mexicano apoyados por helicópteros, en él fueron destruidas ocho mil toneladas de marihuana, en ese momento esta fue considerada la mayor destrucción de marihuana en la historia de México. Dentro del rancho, de mil hectáreas de extensión y de alta tecnología agrícola, trabajaban un aproximado de 10 mil jornaleros en condiciones cercanas a la esclavitud, y ocho agentes de la Dirección Federal de Seguridad administrando el trabajo.

## La muerte de Camarena
En 1985 Miguel Ángel Félix Gallardo, cofundador del cártel de Guadalajara ordena el secuestro de Camarena Salazar, mismo que fue ejecutado el 7 de febrero de 1985 por policías del estado de Jalisco, junto a él también fue secuestrado su piloto, Alfredo Zavala.
El 5 de marzo del mismo año fueron hallados los cuerpos de ambos en el rancho La Angostura, Michoacán, los dos tenían marcas de tortura. A pesar de que fueron encontrados casi un mes después de su desaparición, los dictámenes médicos de la DEA declararon que habían muerto solo dos días después del secuestro.

## Operación leyenda
Ante la muerte de Camarena la DEA organizó la Operación leyenda nombrando como su supervisor y Director al agente Hector Berrellez, con la intención de capturar a los culpables del secuestro, tortura y muerte de Enrique Camarena. Como primeros sospechosos estaban Miguel Ángel Félix Gallardo, Ernesto Fonseca Carrillo y Rafael Caro Quintero, los tres cofundadores del cártel de Guadalajara. Caro Quintero huyó a Costa Rica junto con otros de sus asistentes, entre ellos estaba Sara Cosío, hija del exsecretario de Educación del estado de Jalisco César Cosío Vidaurri, y sobrina del exgobernador del mismo estado, Guillermo Cosío Vidaurri.
Armando Pavón Reyes, comandante de la policía federal, fue acusado como uno de los funcionarios mexicanos del estado de Jalisco que planearon y permitieron el secuestro de Camarena Salazar. Igualmente fue acusado de recibir 60 millones de pesos por parte de Quintero para permitir su escape a través del Aeropuerto Internacional de Guadalajara.
La DEA detuvo a Humberto Álvarez Machain, médico al que acusaban de buscar prolongar la vida de Camarena con la intención de extender su interrogatorio y tortura, por lo que la DEA trasladó a Álvarez Machain a El Paso, Texas. La DEA también detuvo a Javier Vázquez Velasco, a quien trasladó a Los Ángeles, California. Estas acciones fueron consideradas como secuestro por las autoridades mexicanas, pues violaban Tratado de Extradición de 4 de mayo de 1978. También serían arrestados el Hondureño Juan Ramón Matta Ballesteros, Juan José Bernabé Ramírez y Rubén Zuno Arce, este último pariente del expresidente mexicano Luis Echeverría Álvarez. Todos ellos serían declarados culpables del asesinato de Camarena por la Corte del Distrito de Los Ángeles, excepto Álvarez Machain, quien fue absuelto por haber sido apresado ilegalmente.

## Arresto de Caro Quintero
Fue arrestado en Costa Rica junto a su novia y como dijo en la entrevista: "nada es fácil en la vida y lo hecho, hecho esta".

## Consecuencias
Durante casi una década después de la muerte de Camarena la relación de la DEA con el gobierno mexicano fue muy débil, pues la DEA desconfiaba de las autoridades mexicanas, acusándolas de ser corruptas y de proteger a los cárteles de droga.
La muerte de Camarena reveló una vasta cadena de corrupción en el gobierno mexicano, siendo que algunas propiedades de Caro Quintero, entre ellas el rancho "El búfalo", gozaban de la protección de la policía, del Ejército Mexicano y del general Juan Arévalo Gardoqui, secretario de la Defensa Nacional de México. Debido a esto el gobierno mexicano inició una campaña para limpiar su prestigio, afirmando que "si bien México producía droga, los Estados Unidos la consumían".